# Иване Палиашвили
Иване Палиашвили (на грузински: ივანე ფალიაშვილი) е грузински диригент, пианист и органист.

## Биография
Роден е на 13 октомври (1 октомври стар стил) 1868 година в Кутаиси в семейството на певец в църковен хор, негов по-малък брат е композиторът Закария Палиашвили. Завършва Санктпетербургската консерватория, след което работи в Перм, Харков и Одеса. От 1922 година до края на живота си е музикален ръководител на Тифлиската опера и дирижира множество оперни и симфонични постановки.
Иване Палиашвили умира на 7 март 1934 година в Тифлис.